# 1516
Cette page concerne l'année 1516  du calendrier julien. Pour l'année 1516 av. J.-C., voir 1516 av. J.-C.
L'année 1516 est une année bissextile qui commence un mardi.

## Événements
- 20 janvier[1], Amérique : Diaz de Solís, parti de Jopa le 13 décembre 1515, débarque au Río de la Plata (Mar Dulce) où il est tué par des Indiens anthropophages Charrúa ou Guaranis.
- 26 juin : une armée mamelouk entre en Syrie du Nord[2].
- Juillet : Selim Ier s'apprête à attaquer la Perse quand il apprend l'attaque des mamelouks d'Égypte, alliés avec les Séfévides[3]. Il se retourne contre eux, prend Alep, Homs, Damas et Jérusalem, puis annexe les villes saintes d’Arabie et met le siège devant Le Caire (janvier 1517).
- 24 août : le sultan mamelouk d'Égypte Qânsûh Ghûrî est tué par les Ottomans à la bataille de Marj Dabiq, près d’Alep. Début du règne de Touman Bey, sultan mamelouk d’Égypte (fin en 1517)[2].
- 21 septembre : le gouverneur mamelouk de Damas quitte la ville pour le Caire. Yunus Pasha devient le premier gouverneur ottoman de Damas[2].
- 30 septembre : départ de Carthagène d'une expédition espagnole menée par Diego de Vera contre Alger. Les habitants de la ville demandent son aide à Baba ‘Arudj Barberousse contre les Espagnols. Il occupe alors Cherchell, puis Alger. Ces succès incitent ‘Arudj à étendre son domaine. Il s’empare de Miliana, de Médéa, de Ténès, puis de Tlemcen (1516-1518)[4].

- 28 octobre : victoire des Ottomans sur les mamelouks à Khan Younès près de Gaza[5].
- 16 décembre : Selim Ier quitte Damas pour l'Égypte[5].
- Algérie : Prise d’Alger par les Turcs et mise en place de la régence d’Alger sous souveraineté ottomane.

- Brésil : création de la « factorerie » de Pernambouc (Recife), concession accordée par le roi de Portugal pour l’exploitation du bois de Brésil[6].
- Afrique occidentale : Askia Mohammed se brouille avec son allié Kanta, roi du Kebbi, pour le partage du butin. Askia Mohammed doit battre en retraite pour la première fois[7]. La paix dure cependant sur l’empire songhaï jusqu’à la fin de son règne.
- Afrique orientale :  l’émir de Harar Mahfouz, renforcé par des troupes et un étendard venus d’Arabie, lance une expédition contre le Fatajar. Dawit II lui tend une embuscade, le tue, et envahit l’Adal où il détruit le palais du Sultan au moment où la flotte portugaise de Lope Soares prend Zeïla et brûle la ville (1517). Mohammed devient sultan de l’Adal. Le succès de David II lui permet d’écarter l’impératrice Eléni du pouvoir et de gouverner à sa guise[8].

### Europe
- 23 janvier : à la mort de Ferdinand II d'Aragon, la succession en Espagne s’avère difficile : une prétendante au trône depuis 1470, la Beltraneja, fille d’un roi de Castille et veuve d’un roi de Portugal, est toujours vivante. Jeanne la Folle a des droits légitimes. Le cardinal Francisco Jiménez de Cisneros assure de nouveau la régence de Castille (fin en 1517)[9].
- 7 mars : le vice-roi de Sicile Hugo de Moncada est chassé de Palerme par une émeute à l'annonce de la mort de Ferdinand[10].

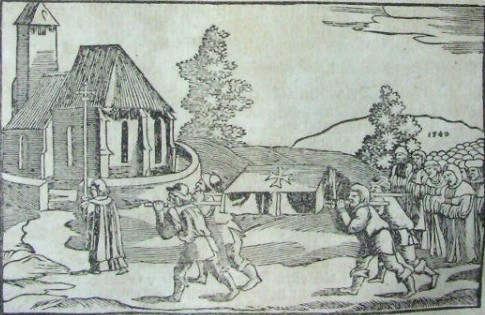
13 mars : mort de Vladislas IV de Bohême

- 13 mars : début du règne de Louis II Jagellon, Lajos, roi de Hongrie et de Bohême à la mort de son père Ladislas (fin en 1526). Âgé de dix ans, il est mis sous la tutelle de l’empereur Maximilien et du roi Sigismond de Pologne jusqu’à sa majorité en 1521. Il épouse en 1521 Marie, la sœur de Charles Quint[11].
- 17 mars : Laurent II de Médicis, devient seigneur de Florence à la mort de Julien (fin en 1519)[12].
- 22 mars[9] : Charles Ier prend la couronne de Castille et d’Aragon conjointement avec sa mère, dans les mêmes conditions que son grand-père Ferdinand, dans l’église Sainte-Gudule de Bruxelles. Il devient roi de Sicile (Charles IV) et prince des Pays-Bas.
- Mars : expédition infructueuse de Maximilien en Italie. Ses mercenaires suisses l'abandonnent devant Milan[13].
- 29 mars : création du ghetto de Venise. Les Juifs de la ville sont contraints par le sénat de vivre dans une île au nord de la ville (geto nuovo)[14]. Ils doivent porter la rouelle jaune, le chapeau rouge pointu à bord relevé, la ceinture à frange. Les femmes ne peuvent sortir sans longs voiles ni larges manteaux drapés sur leurs robes, auxquelles des lois somptuaires interdisent tout luxe.

- 23 avril : le Reinheitsgebot, qui réglemente la fabrication et la commercialisation de la bière, est édicté par Guillaume IV de Bavière[15].

- 5 mai : Laurent de Médicis est investi du duché d'Urbin par le pape Léon X au détriment des Della Rovere[16]. Il entre dans Urbino le 30 mai[12].
- 24 mai : Brescia se rend aux Vénitiens[17].
- 28 juillet : prise et saccage de Vicence par les Impériaux[12].
- 13 août : Milan est cédée par l'Espagne à la France par le traité de Noyon[12]. Charles Quint s’engage à dédommager la maison d'Albret qui a perdu la partie ibérique de la Navarre. François Ier renonce à ses droits sur le royaume de Naples. Fin de la guerre de la Ligue de Cambrai.

- 18 août : concordat de Bologne entre François Ier et le pape Léon X, négocié par le chancelier Antoine Duprat, qui reconnaît l'Église gallicane (nomination au roi des évêques et abbés, institués par le pape)[12]. Il est approuvé par le cinquième concile du Latran. Le parlement de Paris et la Sorbonne résistent vainement à l’enregistrement du concordat.
- 20 août : les armées françaises et vénitiennes entreprennent le siège de Vérone, et le lèvent à l'approche de Rockandolf[12].

- 9 septembre : le corsaire Turc Curthogoli se présente avec 12 à 15 voiles à l’entrée de l’Adriatique[18].
- Octobre, Suède : querelle entre le régent Sten Sture le Jeune et le jeune archevêque d’Uppsala Gustave Trolle à propos d’un château fort dont dispose traditionnellement l’archevêque, le Stäket, situé stratégiquement sur le lac Mälar, que Sten Sture veut enlever à Gustave Trolle. Celui-ci s’enferme dans la place. Sten Sture le fait assiéger pendant l'automne et fait mettre en prison le père du prélat, Erik Trolle. Sten Sture réclame la réunion du Riksdag à Arboga (1517). L’archevêque de Lund excommunie les assiégeants du Stäket. Le roi du Danemark profite de la situation pour intervenir et tenter de délivrer Gustave Trolle, mais est repoussé[19].
- 29 novembre : paix perpétuelle de Fribourg entre la France et les cantons suisses. Elle assure le recrutement des mercenaires suisses au roi de France[20].

## Naissances en 1516
- 1er janvier : Marguerite Lejonhufvud, reine de Suède du 1er octobre 1536 à 1551, seconde épouse du roi Gustave Ier Vasa († 26 août 1551).
- 16 janvier : Bayinnaung, roi de Burma

- 18 février : Marie Tudor, future reine d'Angleterre († 17 novembre 1558).

- 26 mars : Conrad Gessner, naturaliste suisse († 13 décembre 1565).

- 16 avril : Tabinshwehti, second roi de la Dynastie Taungû de Birmanie et fondateur du Second Empire birman († 30 avril 1550).

- 28 juillet : Guillaume de Clèves, duc de Gueldre et comte de Zutphen 1538-1543, duc de Clèves et comte de la Marck 1539-1592, duc de Juliers (Guillaume IX), de Berg (Guillaume IV) et comte de Ravensberg 1543-1592 († 5 janvier 1592).

- 13  août : Hieronymus Wolf, historien et humaniste allemand († 8 octobre 1580).

- 21 septembre : Matthew Stewart, 4e comte de Lennox, chef de la noblesse catholique d'Écosse au milieu du XVIe siècle († 4 septembre 1571).

- 4 octobre : Archangelo de' Bianchi, cardinal italien († 18 janvier 1580).
- 16 octobre : Jacques de la Mothe, fondateur du collège de Courdemanche († 1599).
- 23 octobre : Charlotte de France, deuxième fille du roi de France François Ier et de la reine Claude de France († 18 septembre 1524).

- 23 décembre : Johann Jacob Fugger, bibliophile allemand († 14 juillet 1575).

- Date précise inconnue :
  - James Alday, navigateur, explorateur, corsaire et pirate anglais († 1576).
  - Antonio Bernieri, peintre italien († 1565).
  - Belchior Carneiro Leitão, jésuite portugais, missionnaire en Asie, et premier évêque de Macao († 19 août 1583).
  - Jean Jérôme Doménech, jésuite espagnol († 20 octobre 1592).
  - Christophe de Gama, soldat portugais, fils de Vasco de Gama († 29 août 1542).
  - Georg Fabricius, poète et historien allemand de langue latine († 17 juillet 1571).
  - John Foxe, ecclésiastique et théologien britannique († 8 avril 1587).
  - Charles Ier de Hohenzollern, comte de Hohenzollern († 15 mars 1576).
  - Kumabe Chikanaga, samouraï au service du clan Kikuchi, seigneur du château de Higo-Nagano († 20 juin 1588).
  - Hans Mielich, peintre et dessinateur allemand († 10 mars 1573).
  - Oda Nobutomo, seigneur de guerre japonais durant l'époque Sengoku († 10 mai 1555).
  - François Pollet, jurisconsulte français († 1547).
  - Jean Radziwiłł, maître d'hôtel de la Cour de Lituanie († 1551).
  - Domenico Riccio, peintre maniériste italien († 1567).
  - Francesco Robortello, philologue et humaniste italien († 1567).
  - René Ier de Rohan, 18e vicomte de Rohan, vicomte puis prince de Léon, marquis de Blain, comte de Porhoët († 20 octobre 1552).
  - Prosper de Sainte-Croix, cardinal-prêtre et cardinal-évêque († 2 octobre 1589).
  - Suwa Yorishige, samouraï de la fin de l'époque Sengoku († 31 août 1542).
  - André Thevet, explorateur et écrivain-géographe français († 23 novembre 1590).
  - Diego de Urbina, peintre espagnol († vers 1594).
  - Jan Utenhove, auteur originaire des anciens Pays-Bas († 6 janvier 1566).

- Vers 1516 :
  - Luzio Dolci, peintre maniériste italien († 1591).
  - Giustino Salvolini, peintre maniériste italien († 16 avril 1609).
  - Juan de Villoldo, peintre espagnol († 1562).

## Décès en 1516
- 23 janvier : Ferdinand II, dit Le Catholique, roi d'Aragon, de Sicile, de Valence, de Majorque, de Sardaigne et Corse, etc.
- 13 mars : Vladislas IV de Bohême.
- 1er juin : Biagio di Antonio Tucci, peintre italien (° 1446).
- 8 juin : Hanno, éléphant blanc du pape Léon X
- 17 juin: Jean III, roi de Navarre
- 7 juillet[21] : Kanze Kojiro Nobumitsu (né en 1435), dramaturge japonais (Nô).
- 9 août : Obsèques de Jérôme Bosch (Jeoren Anthoniszoon van Aeken), peintre flamand
- 30 octobre : Louis Malet de Graville, amiral de France. (° vers 1438).
- 29 novembre : Giovanni Bellini, peintre italien
- 13 décembre : Johannes Trithemius, religieux allemand, fondateur de la cryptologie
- 27 décembre : Jacques d'Amboise, religieux français, abbé de Jumièges et de Cluny, évêque de Clermont-Ferrand.
- Date précise inconnue :
  - Baldassarre Carrari le Jeune, peintre italien (° 1460).
  - Bernardino Fungai, peintre italien de l'école siennoise (° 1460).